# Seixal
Pour les articles homonymes, voir Seixal (homonymie).
Seixal est une municipalité (en portugais : concelho ou município) du Portugal, située dans le district de Setúbal et la région de Lisbonne.

## Géographie
Seixal est limitrophe :

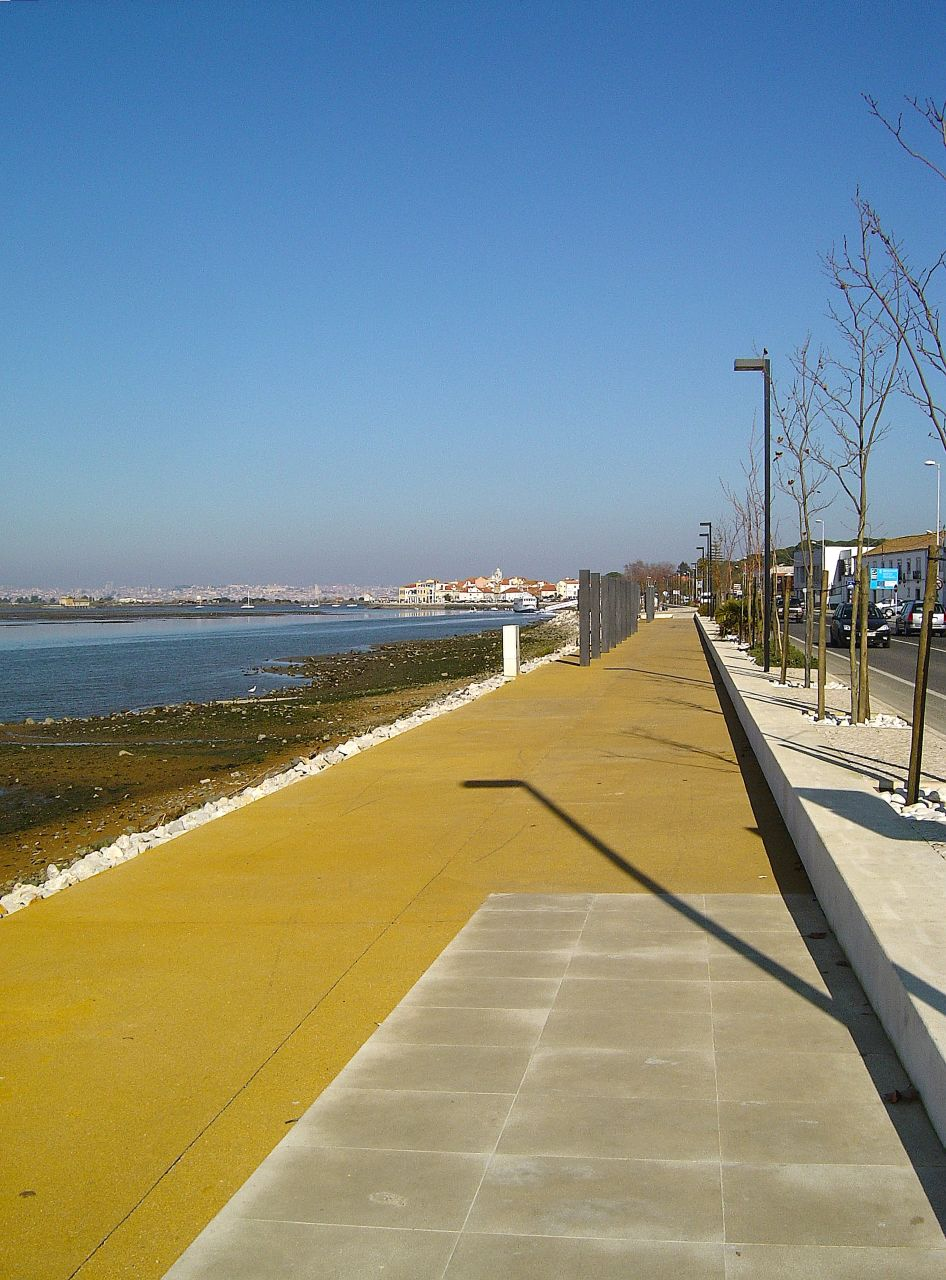
Vue de la baie du Seixal.

- au nord, au-delà du « Rio Judeu », petite lagune se rattachant à l'estuaire du Tage,
- à l'est, de Barreiro,
- au sud, de Sesimbra,
- à l'ouest, d'Almada.

## Histoire
Le nom « Seixal » vient d’un type de pierre que l’on trouve dans les rivières.
La ville était un lieu de villégiature prisé par l’aristocratie lisboète au XVIIe siècle.

## Démographie
| 1849  | 1900  | 1930   |
| ----- | ----- | ------ |
| 4 383 | 6 661 | 10 088 |

| 1960   | 1981   | 1991    |
| ------ | ------ | ------- |
| 20 470 | 89 169 | 116 912 |

| 2001    | 2004    | 2011    |
| ------- | ------- | ------- |
| 150 271 | 164 715 | 158 269 |

## Subdivisions
La municipalité de Seixal groupe 6 paroisses (en portugais : freguesias) :
- Aldeia de Paio Pires
- Amora
- Arrentela (Seixal)
- Corroios
- Fernão Ferro
- Seixal

La municipalité devrait se voir adjoindre, dans un proche avenir, les paroisses suivantes :
- Vale de Milhaços
- Miratejo
- Cruz de Pau
- Foros de Amora
- Torre da Marinha

## Festival
La freguesia d’Amora accueille la fête annuelle du Parti communiste portugais qui attire des centaines de milliers de visiteurs. Il s’agit d’un festival de musique de trois jours avec des centaines de groupes et d’artistes portugais ou non sur cinq thèmes différents : ethnographie, gastronomie, débats, salon du livre, théâtre (d’avant-garde) et manifestations sportives. Plusieurs partis communistes étrangers participent également.
Parmi les artistes portugais ou non qui ont participé au festival :
Chico Buarque, Baden Powell, Ivan Lins, Zeca Afonso, Buffy Sainte-Marie, Holly Near, Johnny Clegg, Charlie Haden, Judy Collins, Richie Havens, Tom Paxton, The Soviet Circus Company, the Kuban Cossacks Choir, Dexys Midnight Runners, The Band, Hevia, Brigada Victor Jara, Adriano Correia de Oliveira, Carlos Paredes, Jorge Palma, Manoel de Oliveira, etc.
La préparation de la manifestation commence dès la fin de la précédente, par appel aux volontaires, généralement des jeunes, qui construisent une petite ville en quelques mois.

## Personnalités
- Maria Antónia Palla (1933-), journaliste et féministe, est née à Seixal.